# Wilhelm Walldén
John Wilhelm Elis Walldén (i riksdagen kallad Walldén i Stockholm), född 17 september 1836 i Sankt Nikolai församling, Stockholm, död 18 maj 1906 i Jakob och Johannes församling, Stockholms stad, var en svensk godsägare, tidningsutgivare och riksdagsman.

## Biografi

### Tiden som tjänsteman
Walldén blev student vid Uppsala universitet 1853, avlade 1857 examen till Kunglig Majestäts kansli. Samma år ingick han i Civildepartementet och Krigskollegium samt 1860 i Statskontoret. Han fortsatte att tjänstgöra i dessa verk till 1866, då han förordnades att i Civildepartementet biträda vid beredningen och expedieringen av de kommunala ärendena. Han biträdde även 1868 års riksdags lagutskott med att uppsätta dess vidlyftiga betänkande över en mängd då väckta motioner rörande ändringar i kommunallagarna.

### Stockholms Dagblad
År 1869 slutade Walldén att arbeta som tjänsteman och köpte Stockholms Dagblad (inklusive tryckeri) av sin fader. Mellan 1869 och 1884 var han tidningens ansvarige utgivare och redaktör. Från 1878 var han verkställande direktör i Stockholms dagblads då bildade aktiebolag. Därefter bosatte han sig på godset Hakunge som han ärvt från sin far. Mellan den 16 oktober 1901 till den 31 oktober 1904 var Walldén åter tidningens högste chef då han verkade både som huvudredaktör och som tidningsbolagets verkställande direktör.

### Från tidningsman till politiker
Walldén var vid riksdagarna 1872–1875, 1887 (maj-riksdagen) och 1891–1893 representant för Stockholms stad i andra kammaren. År 1893 invaldes han av Stockholms stadsfullmäktige i första kammaren, där han sedan till sin död representerade Stockholms stad. Hans oenighet i tullfrågan med kammarmajoriteten gjorde, att han jämförelsevis föga anlitades i utskottsarbete; dock var han 1901 ledamot av försvarsutskottet och tillhörde vid första och andra urtima riksdagen 1905 särskilda utskottet för behandling av de frågor som sammanhängde med unionsupplösningen.
Walldén var även framstående kommunalman och tillhörde 1869–1875 och 1885–1900 Stockholms stadsfullmäktige, där han innehade flera inflytelserika platser i nämnder och utskott. Walldéns samvetsgrannhet och saklighet togs ofta i anspråk i kungliga kommittéer, såsom riksbyggnadskommittén 1883, pensionskommittéer 1891 och 1899 samt teaterkommittén 1897. Han var sedan 1899 ledamot av konsortiet för Kungliga teaterbyggnaden och ordförande i Nationalmusei nämnd.
Som politiker var Walldén till sin läggning moderat och var en stark förespråkare, särskilt under den stora tullstridens dagar, av frihandelssystemet. Inom Första kammarens frihandelsvänliga minoritet var han dess sammanhållande kraft. Som publicist kännetecknades han av saklighet och urbanitet, och det var genom honom och de förbindelser han knöt inom den politiska och ämbetsmannavärlden, som Stockholms dagblad från ett nyhets- och annonsblad blev en inflytelserik stor politisk tidning.